# NGC 3056
NGC 3056 este o galaxie lenticulară situată în constelația Mașina Pneumatică. A fost descoperită în 1835 de către John Herschel. Se află la o distanță de 12,19 megaparseci de Pământ.